# Idra (satellite)
Idra, o formalmente (134340) III Hydra, è un satellite naturale di Plutone scoperto il 15 giugno 2005 grazie all'analisi di fotografie scattate dal telescopio spaziale Hubble nel maggio dello stesso anno. Il suo nome deriva da quello dell'Idra, il mostruoso serpente policefalo che secondo la mitologia greca era a guardia dell'Oltretomba. Il satellite era precedentemente noto attraverso la designazione provvisoria S/2005 P 1.
Il satellite orbita attorno al baricentro del sistema plutoniano sullo stesso piano orbitale di Caronte e di Notte, ad una distanza di circa 65000 km; a differenza degli altri satelliti, tuttavia, possiede un'orbita lievemente eccentrica. Il suo periodo orbitale, pari a 38,2 giorni terrestri, è prossimo ad una risonanza di 1:6 con quello di Caronte; lo scarto è di appena lo 0,3%. Si ritiene che la causa della discrepanza sia una fluttuazione periodica del campo gravitazionale del sistema Plutone-Caronte dovuto alle diverse configurazioni spaziali dei due corpi.
Il periodo di rotazione di Idra non è costante, così come quello di una luna di Saturno: Iperione, e di Notte, perciò essa è definita una rotazione "caotica". Ciò è dovuto principalmente al fatto che, essendo un sistema binario, l'interazione con il campo gravitazionale è variabile. Un'altra causa di questo strano periodo di rotazione, tra l'altro molto breve, è la strana forma di Idra, che può avere una differenza di dimensioni, tra un asse e l'altro, anche del 30%.

## Storia
L'individuazione di Idra, assieme a quella di Notte, risale al giugno 2005, grazie ad un'analisi delle immagini catturate dal telescopio spaziale Hubble condotta dal Pluto Companion Search Team. Le fotografie che permisero la scoperta furono scattate il 15 e il 18 maggio 2005; Max Mutchler individuò per primo i satelliti il 15 giugno, e la scoperta, dopo successive verifiche, fu annunciata al pubblico il 31 ottobre 2005.

## Dimensioni
Sebbene non siano disponibili misure precise, si ritiene che le dimensioni di Idra possano variare da un minimo di 44 km (se la sua albedo è pari a quella di Caronte, ovvero circa 0,35) ad un massimo di 130 km (se l'albedo rasenta i valori caratteristici degli oggetti della fascia di Kuiper, nell'ordine di 0,04).
Le immagini scattate nel maggio 2005 mostrano una luminosità maggiore di circa il 25% rispetto a quella di Notte; di conseguenza, assumendo arbitrariamente che i due oggetti abbiano la medesima albedo, si ritiene che quest'ultimo satellite sia relativamente più piccolo. Piccole variazioni nella magnitudine apparente di Idra sono state imputate alla presenza di formazioni geologiche differenziate sulla sua superficie. A differenza di Plutone e di Notte, tipicamente rossastri, si ritiene che la superficie del satellite sia relativamente grigia (entrambi i colori sono relativamente comuni per gli oggetti della fascia di Kuiper).
La presenza di marcate differenze cromatiche sembra deporre a sfavore della teoria secondo cui il sistema plutoniano si sarebbe originato da un grande impatto.

## Esplorazione di Idra
Il 14 luglio 2015 la sonda New Horizons ha raggiunto il sistema di Plutone acquisendo immagini di Idra dalla distanza di 640 000 km.